# Kàtia Budànova
Iekaterina Vassílievna Budànova, rus: Екатерина Васильевна Буданова, més coneguda com a Kàtia Budànova (Катя Буданова), (Konoplanka, 6 de desembre de 1916 - Novokrasnovka, 19 de juliol de 1943) fou una militar soviètica, pilot de la Força Aèria Soviètica durant la Segona Guerra Mundial. Amb onze victòries, juntament amb Lídia Lítviak, fou una de les dues asos de l'aviació mundial. Fou abatuda pels asos de la Luftwaffe Georg Schwientek, de la JG 52, o Emil Bitsch, de la JG 3.